# Assuéfry
Assuéfry  è una città, sottoprefettura e comune della Costa d'Avorio, situata nel dipartimento di Tanda. Conta una popolazione di 30 406 abitanti (censimento 2014).